# Basketball-Afrikameisterschaft 2003
Die Basketball-Afrikameisterschaft 2003 (kurz: AfroBasket 2003) ist die 22. Austragung dieses Turniers und fand vom 7. bis 19. August 2003 in der ägyptischen Hafenstadt Alexandria. Bei der fünften Austragung einer afrikanischen Endrunde in Ägypten fand der Wettbewerb zum dritten Mal in Alexandria statt. Der Sieger des Turniers qualifizierte sich direkt für den Basketballwettbewerb der Olympischen Spiele 2004. Andere Startplätze waren für afrikanische Mannschaften nicht vorgesehen.
Titelverteidiger Angola gewann ohne Niederlage überlegen seinen dritten Titel in Folge und siebten insgesamt in den letzten acht Austragungen. Man gewann alle Spiele mit mindestens 13 Punkten Differenz außer im Spiel über Tunesien, in dem am Ende acht Punkte Differenz zum Sieg genügten. Nigeria gewann nach der Auftaktniederlage gegen Algerien alle seine Spiele, unter anderem gegen Gastgeber Ägypten, bis zur Finalniederlage gegen den Titelverteidiger. Ägypten erreichte nach der Halbfinalniederlage gegen Angola noch die Bronzemedaille.

## Teilnehmer
- Ägypten – Gastgeber
- Angola – Afrikameister 2001

Ferner nahmen aus den sechs verschiedenen Hauptzonen der FIBA Afrika folgende Mannschaften teil:
- Algerien – Zone 1
- Marokko – Zone 1
- Tunesien – Zone 1
- Senegal – Zone 2
- Elfenbeinküste – Zone 3
- Nigeria – Zone 3
- Zentralafrikanische Republik – Zone 4
- Mosambik – Zone 6
- Südafrika – Zone 6
- Madagaskar – Zone 7